# Приют комедианта
Госуда́рственный драмати́ческий теа́тр «Прию́т комедиа́нта» — российский драматический театр, расположенный в Санкт-Петербурге. Основан 19 февраля 1987 года актёром и театральным режиссёром Юрием Томошевским. В театре ставятся пьесы как классиков, так и современных драматургов.

## История
Театр «Приют комедианта» был основан актёром и театральным режиссёром Юрием Томошевским, который задумал воплотить в жизнь идею «театра одного актёра». История «Приюта комедианта» началась 19 февраля 1987 года, когда в подвальном помещении дома № 16 по улице Малой Морской был основан театр-студия с новыми для Ленинграда принципами сценического искусства.
Позднее репертуар театра вышел за рамки моноспектаклей: в театре стали устраиваться музыкально-поэтические вечера с участием многих известных артистов — Аллы Баяновой, Елены Камбуровой, Татьяны Кабановой, Натальи Даниловой, Сергея Дрейдена, Игоря Волкова и представления с участием сразу нескольких актёров. «Приют комедианта» стал пристанищем для актёров и режиссёров, которые по тем или иным причинам не сумели в полной мере реализовать свои творческие идеи в своих «штатных» театрах.
С 1995 года театр возглавляет режиссёр и продюсер Виктор Минков. В 1997 году при поддержке ведущих деятелей культуры Санкт-Петербурга «Приют комедианта» получает помещение в центре города, на Садовой улице, д. 27, и начинает работать как классический театр, осуществляющий масштабные постановки. 
В 1999 году «Приют комедианта» становится первым в России государственным репертуарным театром без постоянной труппы. Театр заключает договор с каждым творческим работником, приглашенным на конкретную постановку. Переход к новой системе менеджмента был мотивирован несколькими причинами:
- режиссеры могут не ограничиваться возможностями труппы и приглашать к сотрудничеству любых артистов Москвы и Санкт-Петербурга;
- актерам предоставлена возможность выбора — соглашаться на работу или дождаться более удачного предложения;
- творческая команда может реализовать свои творческие замыслы в полном объеме.

Театр сотрудничает с крупными российскими режиссерами: Константином Богомоловым, Михаилом Бычковым, Максимом Диденко, Андреем Прикотенко, Василием Сениным, Петром Шерешевским, Марфой Горвиц, Вениамином Фельштинским, Юрием Смекаловым и другими. В спектаклях театра задействованы артисты: заслуженная артистка Дарья Мороз, заслуженная артистка Роза Хайрулина, народная артистка Ольга Антонова, народный артист Валерий Дегтярь, народная артистка Марина Игнатова, заслуженный артист Александр Новиков, заслуженный артист Сергей Мигицко, Дмитрий Лысенков, заслуженная артистка Зоя Буряк и другие.
В 2018 году театр поставил спектакль «Фантазии Фарятьева» по одноимённой пьесе Аллы Соколовой.
В июне 2021 года состоялась премьера спектакля «Дорогой мистер Смит»  режиссера Алексея Франдетти — первого мюзикла в истории театра. Главные роли исполняют Иван Ожогин и Юлия Дякина.

## Награды театра
- Почётный диплом Законодательного Собрания Санкт-Петербурга (14 февраля 2007 года) — за выдающийся вклад в культурное развитие Санкт-Петербурга, активную просветительскую деятельность и в связи с 20-летием со дня создания[5].
- Почётный диплом Законодательного Собрания Санкт-Петербурга (25 января 2017 года) — за значительный вклад в развитие культуры и искусства в Санкт-Петербурге, а также в связи с 30-летием со дня создания[6].